# Philibert Cockx
Philibert Cockx (Elsene, 29 april 1879 – Ukkel, 2 september 1949) was een Belgisch expressionistisch kunstenaar, leerling van Isidore Verheyden. Hij werd gevormd in de Academie van Sint-Joost-ten-Node en werkte in Elsene, een ander en nabijgelegen deel van Brussel, waar hij geboren was.

## Levensloop
In zijn jeugd kwam Cockx aan de kost als hoefsmid en huisschilder. Zijn kunst omspant een halve eeuw, van 1899 tot in het jaar van zijn dood, en werd gesigneerd met Ph Cockx. Hij wordt gerekend tot de school van het Brabants fauvisme. Zowel zijn technieken als zijn onderwerpen zijn zeer gevarieerd: Hij maakte houtsnedes, aquarellen, olieverven, etsen, pastellen en potloodtekeningen. Zijn productie omvat portretten, landschappen, stillevens, bloemstillevens, dieren en marine.
De criticus Karel van de Woestijne noemt zijn tentoongestelde werk enkele malen, met de toevoegingen 'groots aandoend' (1925, Salon des Aquarellistes) en 'subtiel en voornaam' (1926, Salon van de kunstkring "Pour l'Art").
In 1927 schrijft hij bij "Pour l'Art": Twintig jaar en minder geleden, zou men ze misschien als omwentelaars met den vinger hebben gewezen: thans doen ze aan als tam, welke ook hunne ambitie moge wezen. Misschien wenschen zij meer van ons: voor ons zijn ze uitnemende schilders, zonder meer, aan dewelke men misschien maar wat oppervlakkigheid zal weten te verwijten. Van beiden is Robert Buyle de stoutste, Philibert Cockx de rijpste; met hun tweeën vertegenwoordigen zij op uitnemende wijze de middenmaat van onze Belgische kunst der laatste drie lustra van den tijd, dien wij beleven.

## Galerij

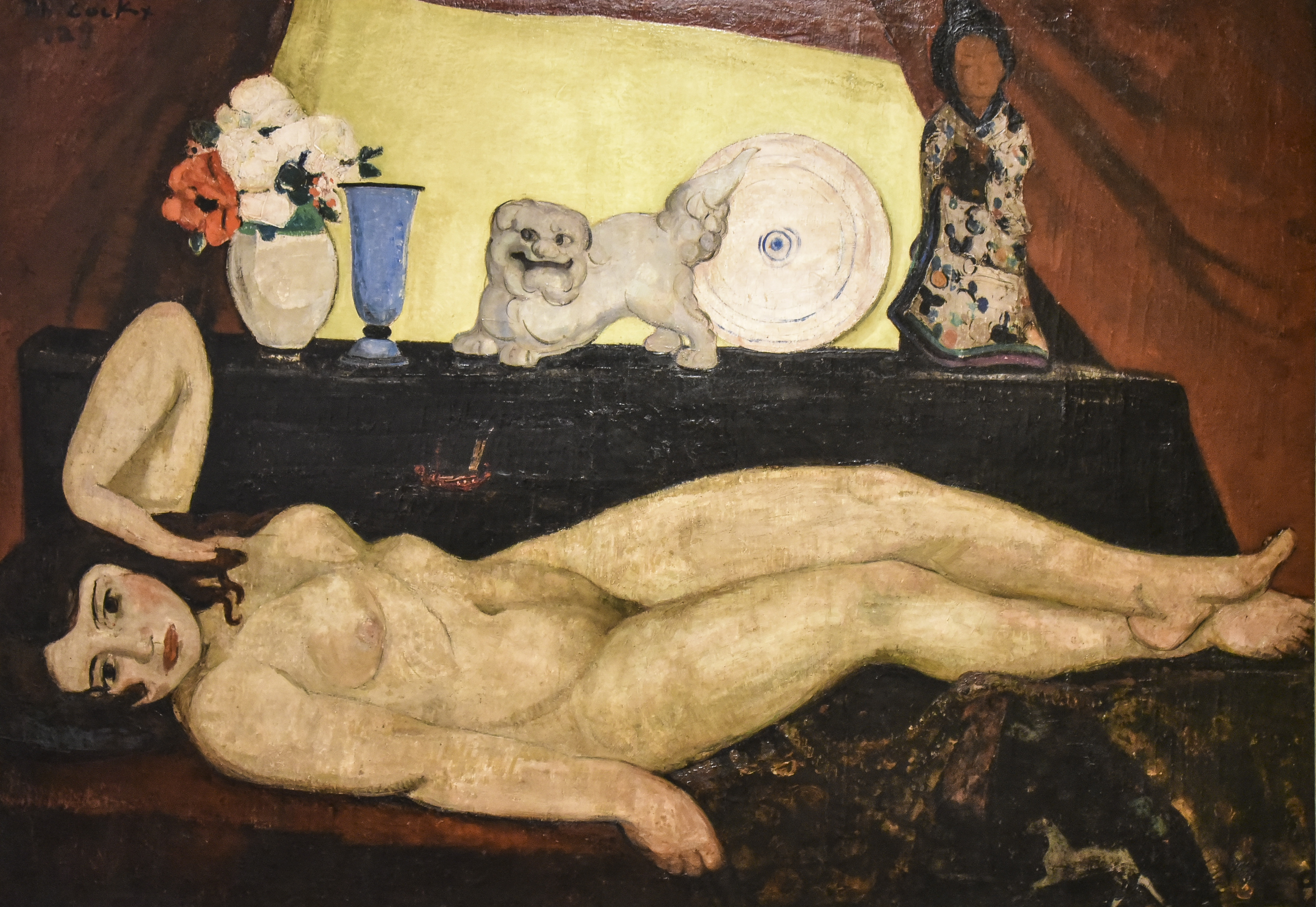
Liggend naakt (1928)
Liggend naakt

- Gemeinsame Normdatei: 133745570
- International Standard Name Identifier: 0000 0000 6687 2216
- Musée national d'archéologie, d'histoire et d'art: lkl000875
- Nederlandse Thesaurus van Auteursnamen: 070407738
- RKD-Nederlands Instituut voor Kunstgeschiedenis: 17433
- Système universitaire de documentation: 163249539
- Union List of Artist Names: 500083336
- Virtual International Authority File: 40573620
- WorldCat: E39PBJpjhMfwTQYph4TThVJFKd